# Partyizanszkij járás
A Partizanszkij járás (oroszul Партиза́нский райо́н) Oroszország egyik járása a Tengermelléki határterületen. Székhelye Vlagyimiro-Alekszandrovszkoje.

## Népesség
- 1989-ben 29 455 lakosa volt.
- 2002-ben 31 666 lakosa volt.
- 2010-ben 30 238 lakosa volt.